# Holoparamecus villiger
Holoparamecus villiger is een keversoort uit de familie zwamkevers (Endomychidae). De wetenschappelijke naam van de soort werd in 1887 gepubliceerd door Marie Joseph Paul Belon.